# Контрзаходи

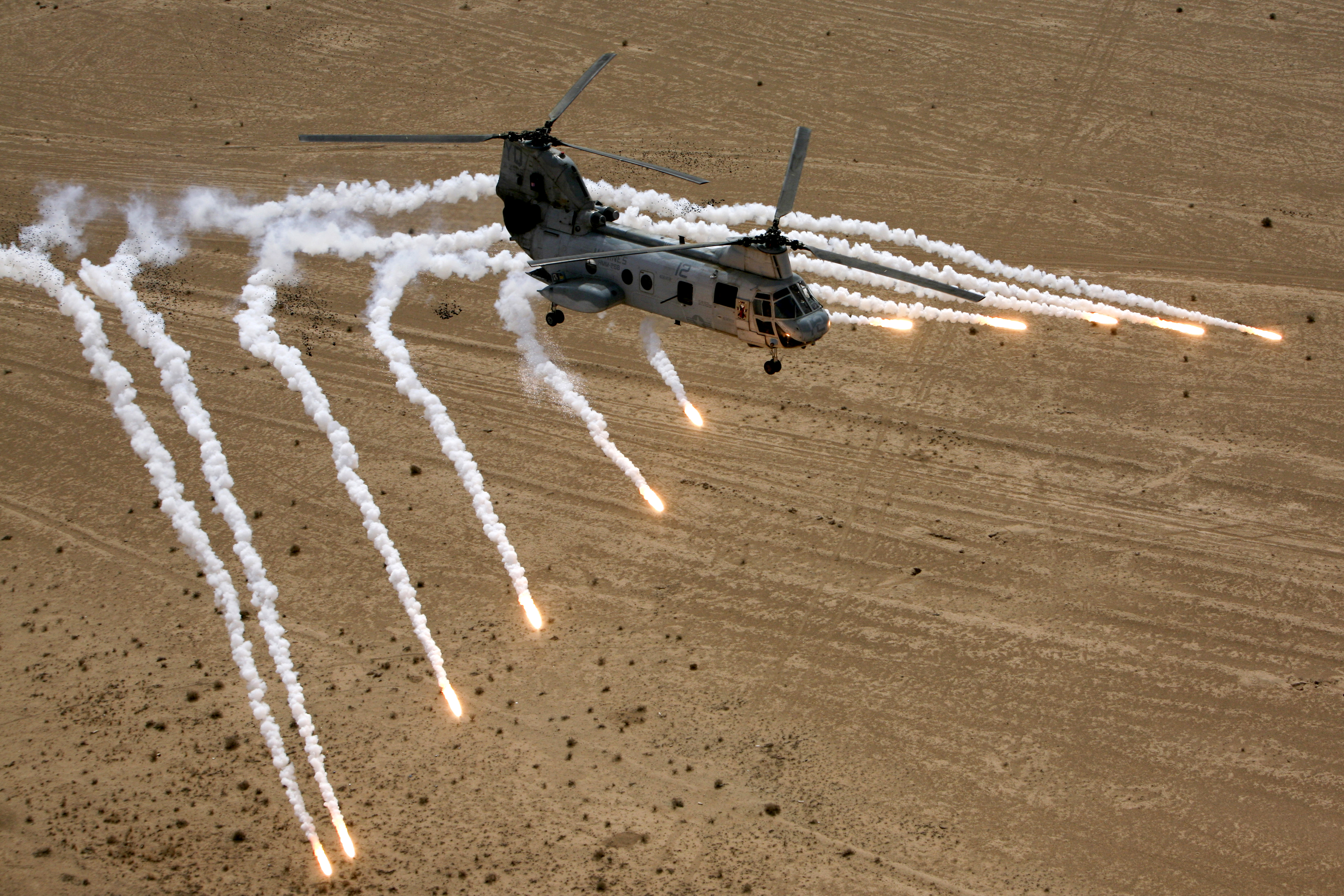
Гелікоптер CH-46 Sea Knight випускає теплові пастки

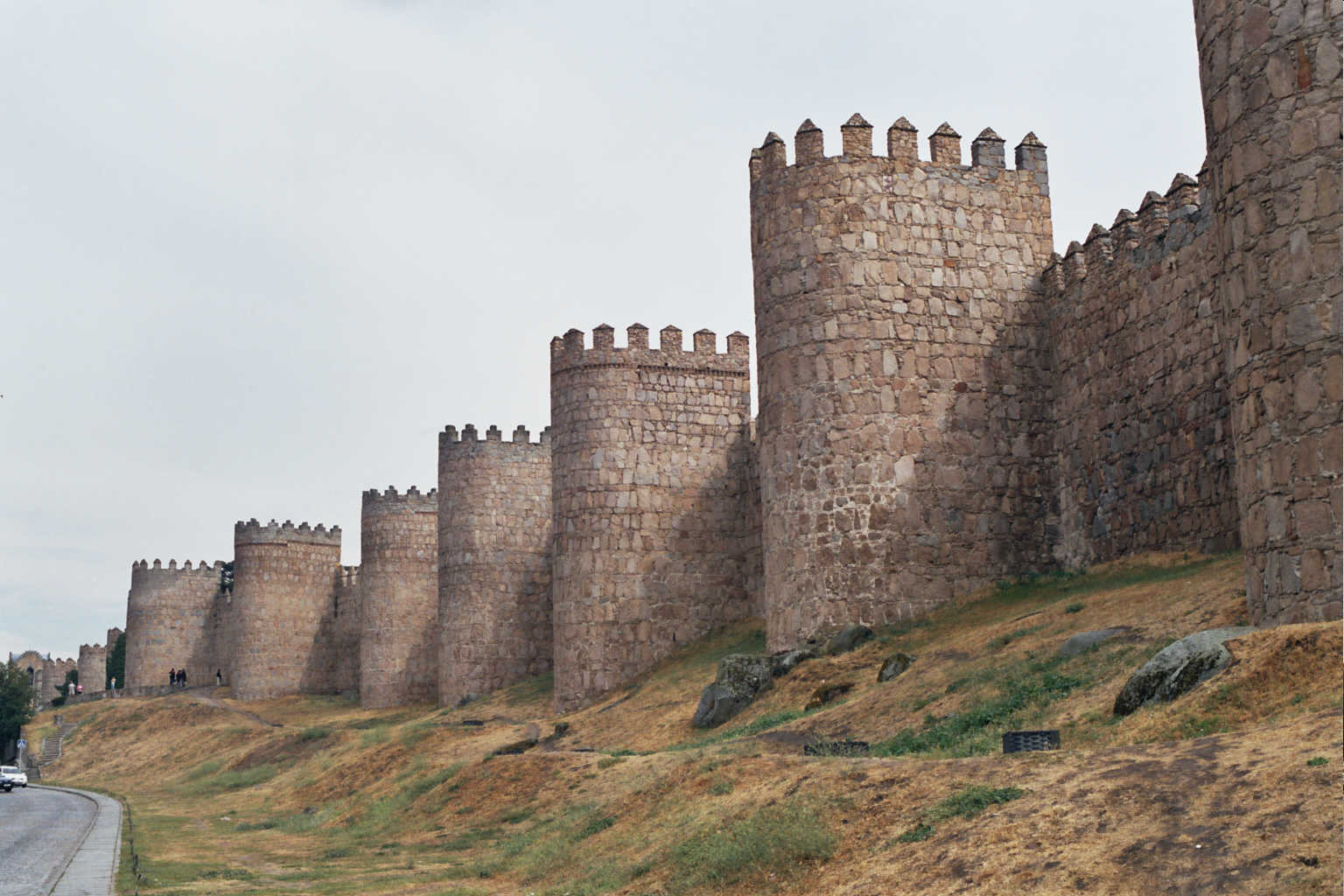
Стіни фортеці є пасивними контрзаходами

Контрзаходи — заходи або дії, які спрямовані на протидію атакам супротивника. Загалом вони передбачають точність і технологічні або технічні рішення чи системи (часто для військових потреб), розроблені для запобігання небажаних наслідків від нападу. Перше відоме використання цього терміна припадає на 1923 рік.
Контрзаходи можуть бути такими:
- Оборонні
- Лікарські
- Розробка матеріалів
- Електромагнітна інженерія
- Поліційні
- Інформаційні
- Законодавчі
- Дипломатичні
- Екологічні

Захисні контрзаходи завжди поділяють на «активні» та «пасивні».

## Активні
У військовому застосуванні, «активні» контрзаходи, які змінюють електромагнітний, акустичний та інший підпис цілі, впливаючи таким чином на відстеження та сприйняття поведінки цілі, називаються «м'якими» англ. soft-kill контрзаходами. Заходи, які контратакують загрозу, руйнуючи зіткненням чи змінюючи її боєголовку або напрямок руху таким чином, що дія від зброї нападу не вплине на атаковану ціль, називаються «важкими» англ. hard-kill контрзаходами. Обидва варіанти описані у статті системи активного захисту.

## Пасивні
«Пасивних» контрзаходів стосуються:
- Броня
- Камуфляж
- Фортифікаційні споруди
- Самоущільнювальний паливний бак